# Jean-Baptiste Bokam
Jean-Baptiste Bokam, né le 10 octobre 1951 à Bagbeze I (Cameroun) et mort le 16 janvier 2024 est un homme politique camerounais. Il a dirigé plusieurs ministères entre 1988 et 2006, puis devient secrétaire d'État à la défense, chargé de la gendarmerie nationale de 2009 à 2018.

## Débuts et études
Jean-Baptiste Bokam est né le 10 octobre 1951 à Bagbezé I dans le département du Haut-Nyong, dans la région de l'Est Cameroun. Il fait ses études primaires à l'école Saint Jean Bosco d'Esseng où il obtient le CEPE en 1965. Il poursuit ses études secondaires au petit séminaire Libermann de Doumé en 1965, tout en prenant cours au collège de la salle dans la même ville. Il obtient son BEPC en juin 1969, puis son probatoire en 1970 et son baccalauréat en juin 1971. Il s’inscrit à la Faculté de droit et sciences économiques de l'Université de Yaoundé où il obtient en 1976 une Licence en sciences économiques.

## Carrière
En novembre 1976, il est recruté à la CNPS comme attaché de direction avec rang de chef de service. En 1978, il obtient une bourse de cet organisme pour poursuivre ses études au Centre national d'études supérieures de sécurité sociale de Saint-Étienne en France, il obtient un DES de Sécurité sociale et un DEA en Sciences économiques. En 1980, il réintègre la CNPS où il assume plusieurs responsabilités jusqu'à 1988.
Jean-Baptiste Bokam entre dans le gouvernement camerounais en 1988. Il y est tour à tour Ministre du Travail et de la Prévoyance Sociale (du 16 mai 1988 au 9 avril 1992), Ministre des travaux publics et des transports (du 9 avril au 27 novembre 1992), Ministre des Travaux publics (du 27 novembre au 7 décembre 1997). le 22 septembre 2006, il est nommé Secrétaire d'État auprès du ministre de la Défense chargé de la gendarmerie nationale. Il occupe ce poste jusqu'au 2 mars 2018, avant d'être remplacé par Gallas Yves Landry Etoga.
Il est le président du conseil d'administration de la banque camerounaise BICEC depuis 1990.
Jean-Baptiste Bokam est militant du RDPC, où il est membre du comité central, chargé de mission et chef de délégation lors des échéances électorales.
Il décède le 16 janvier 2024 au Centre hospitalier universitaire de Yaoundé (CHU) de suite d'un malaise,.